# Michael Marx (Musiker)
Michael Marx (* 31. Oktober 1955; † 1. August 2022) war ein deutscher Gitarrist.

## Leben
Michael Marx studierte von 1978 bis 1982 an der Musikhochschule des Saarlandes klassische Gitarre und Gesang. Seinen Abschluss machte er als Diplom-Musikerzieher. Zeitweise war er Vorsitzender des dortigen AStAs. Bis zum Eintritt in die Rente war er als Lehrer der Musikschule Saarbrücken tätig. In seiner Jugend spielte er Fußball beim 1. FC Saarbrücken. Danach traf er sich bis zu seinem Tod jeden Sonntagmorgen mit Freunden zum Hobbyfußball.
Michael Marx war Gründungsmitglied und einer der drei Namensgeber der ursprünglich als Trio und Vokalensemble gegründeten Musikgruppe Marx Rootschilt Tillermann. Mit dieser Band veröffentlichte er bis zu seinem Ausstieg 2017 zahlreiche Musikalben, die im Bereich Jazz, Blues und Folk angesiedelt waren. Mit Marx Rootschilt Tillermann wurde er 1991 Preisträger der Goldenen Europa.
Neben seiner Arbeit mit Marx Rootschilt Tillermann veröffentlichte er mehrere Soloalben und beteiligte sich an zahlreichen Musikproduktionen. Er war außerdem Mitglied des Klezmer-Trios Helmut Eisel & JEM und gründete das Trio Lieder der Poesie mit Nino Deda und Amby Schillo.
Michael Marx verstarb plötzlich und unerwartet am 1. August 2022 im Alter von 66 Jahren. Bis zu seinem Tode lebte er in Neunkirchen-Hangard.

## Diskografie

### Soloalben
- 2011: Saitenwende (Truetone Records)
- 2012: Freispiel (BEE Records)
- 2014: Aller guten Dinge… (BEE Records)
- 2017: Freudentänzer (Eigenproduktion)
- 2019: Spätlese  (Eigenproduktion)
- 2022: Leben! (Eigenproduktion)

### Mit Helmut Eisel & Jem/Band
- 1991: Forget the Tears (pläne/ARIS)
- 1994: Klezm’n Soul (Westpark Music)
- 1996: Israeli Suite (Westpark Music)
- 1998: Passions for Klezmer (Westpark Music)
- 2000: Broken Silence (Westpark Music)
- 2003: Hot Klezmer Clarinet (Westpark Music)
- 2004: Midnight Dreamer (Westpark Music)
- 2005: Naftule und der König (mit RSO Saarbrücken und Marcus R. Bosch)  (Westpark Music)
- 2006: Klezmer in the Galilee (Dozenten und Teilnehmer der Workshops in Safed/Israel)
- 2008: Clarinet Colours (Neuklang)
- 2010: time change (mit dem Thüringischen Kammerorchester Weimar, Dirigent: Martin Hoff) – Animato
- 2013: Klezmer in the Air (Pianissimo)
- 2016: Don Juan à la Klez (Neuklang)

### Mit Nino Deda
- 2016: Lieder der Poesie (mit Amby Schillo)
- 2016: Bach – Balkan – Tango
- 2020: Vom Barock zum Balkan

### Weitere Beteiligungen
- 1989: Andreas Vogel – Überlebenssehnsucht (Hintergrundgesang)
- 1995: Rainer Rodin – Rodin II.(Gitarre, Hintergrundgesang)
- 1995: Rainer Rodin – Rodin III. … In Liebe ein Clown! (Gitarre, Hintergrundgesang)
- 1995: Giora Feidman & NDR-Chor – The Soul Chai – Die Seele lebt (Gitarre)
- 2007: Rainer Rodin – Friedensmaler – Ein Konzert mit Michael Marx